# Cukrovar Uhříněves
Cukrovar Uhříněves (Spolková rolnická továrna na cukr v Uhříněvsi) je bývalý průmyslový objekt v Praze, který se nacházel v místech Nového náměstí severozápadně od Cukrovarského rybníka.

## Historie

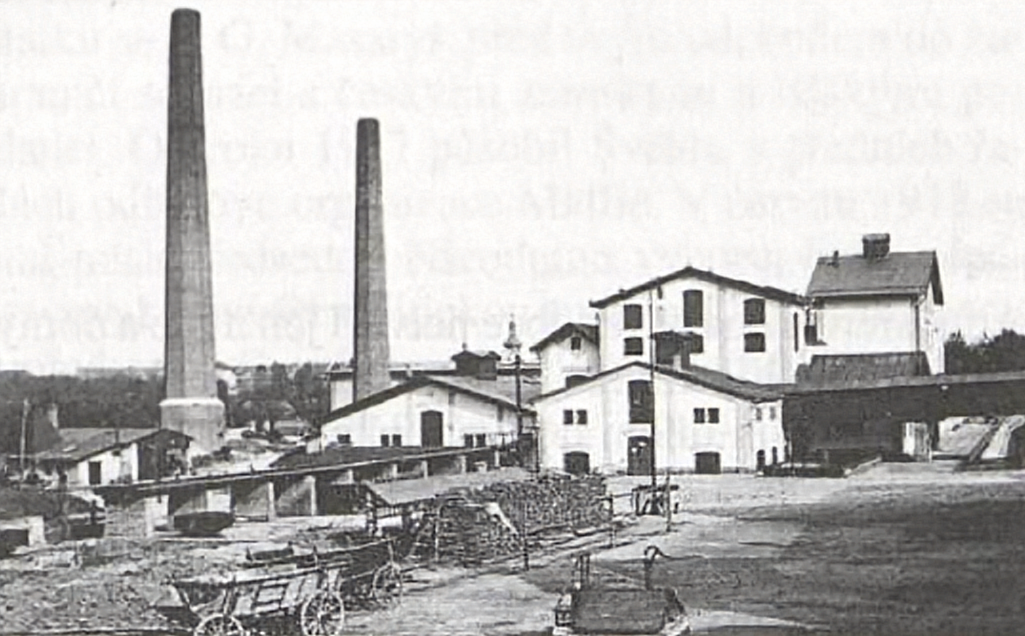
Cukrovar na historické fotografii před rokem 1910

Cukrovar byl založen roku 1868 s kapitálem 180.000 zlatých a nově ustanoveným vedením v čele s Adolfem rytířem z Mayerbachu, statkářem v Poděbradech, Josefem Konopáskem, správcem velkostatku v Předboři a Františkem Kolihou, starostou městyse Uhříněvsi. Pamětní zakládací listina spolu se seznamem akcionářů byla při stavbě zazděna poblíž hlavního vchodu a toto místo pokryla bílá mramorová deska se zlatým nápisem: "Žehnej Bůh! Svorně ku předu! Základ položen 1868".
Stavba započala 15. března na přibližně pěti hektarech knížecí bažantnice a provedla ji pražská zednická firma Františka Vecka. Firma kromě provozních budov postavila i dva vysoké tovární komíny, z nichž jeden byl odhadem vysoký cca 42 metrů. Strojní zažízení dodaly firmy Daněk a Ringhofferovy závody. Již 15. listopadu požehnal varně stroje kanovník kapituly pražské P. Vincenc Bradáč. Řepná kampaň započala ještě téhož roku a zpracováno bylo při ní 38.654 centů řepy. Od roku 1871 vedla přes Uhříněves železniční dráha a cukrovar tak zpracovával řepu nejen od místních pěstitelů ale i dovezenou z Tábora.
Přestože roku 1888 byl novelizován zákon o dani potravinové, tíže daní téměř způsobila krach závodu. Úpadku zabránil rytíř z Mayerbachu, který na záchranu výroby použil své úspory. Za ně koupil nové stroje ze zrušeného cukrovaru v Berouně.
Cukrovar měl problémy s vodou. Jeho studně nestačily a tak inicioval výstavbu vodárny u Podleského rybníka, od kterého pak byla voda hnána potrubím dlouhým 1,5 kilometru. Po modernizaci roku 1893 vyráběl závod 14x více cukru než ve svých začátcích. Toho roku dal v místech za starým mlýnem postavit "Jubilejní budovu pro choré a v práci sešlé dělníky". Budova zvaná "Betlémek" byla slavnostně otevřena 30. června 1893 (již zbořeno).

### Ukončení provozu

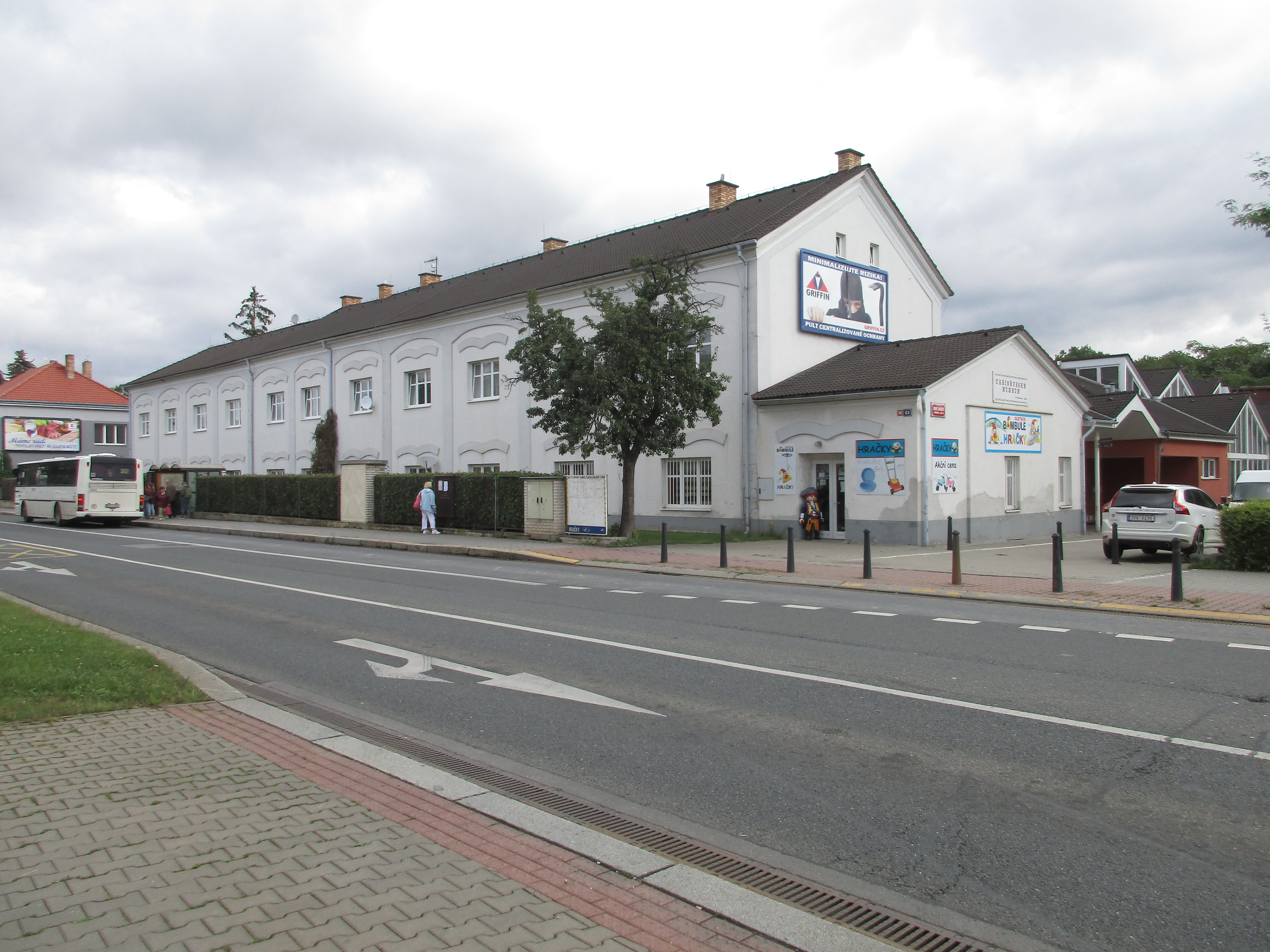
Dochovaná část cukrovaru - dnes sídlo muzea

Poslední várka řepy byla zpracována roku 1968, následující rok byl cukrovar zrušen. Budovy sloužily nejprve jako sklad řípy, později zde byly sklady podniku Ovoce-zelenina. Po roce 1989 zde sídlily různé firmy a budovy chátraly.
19. dubna 2000 byla zahájena demolice, bourací práce začaly 2. května v zadní části areálu. Jako poslední padly 29. června v 17:00 hodin oba komíny. Na uvolněné ploše již v září 2000 městská část otevřela novou jídelnu Základní školy a později zde postavila budovu Úřadu městské části Praha 22.

### Dochovalo se
Z celého areálu se dochovaly tři budovy: dvě budovy pro cukrovarské úředníky, které stojí podél ulice Přátelství, a budova bývalých cukrovarských stájí, kde se nyní nachází uhříněveské muzeum a místní knihovna.

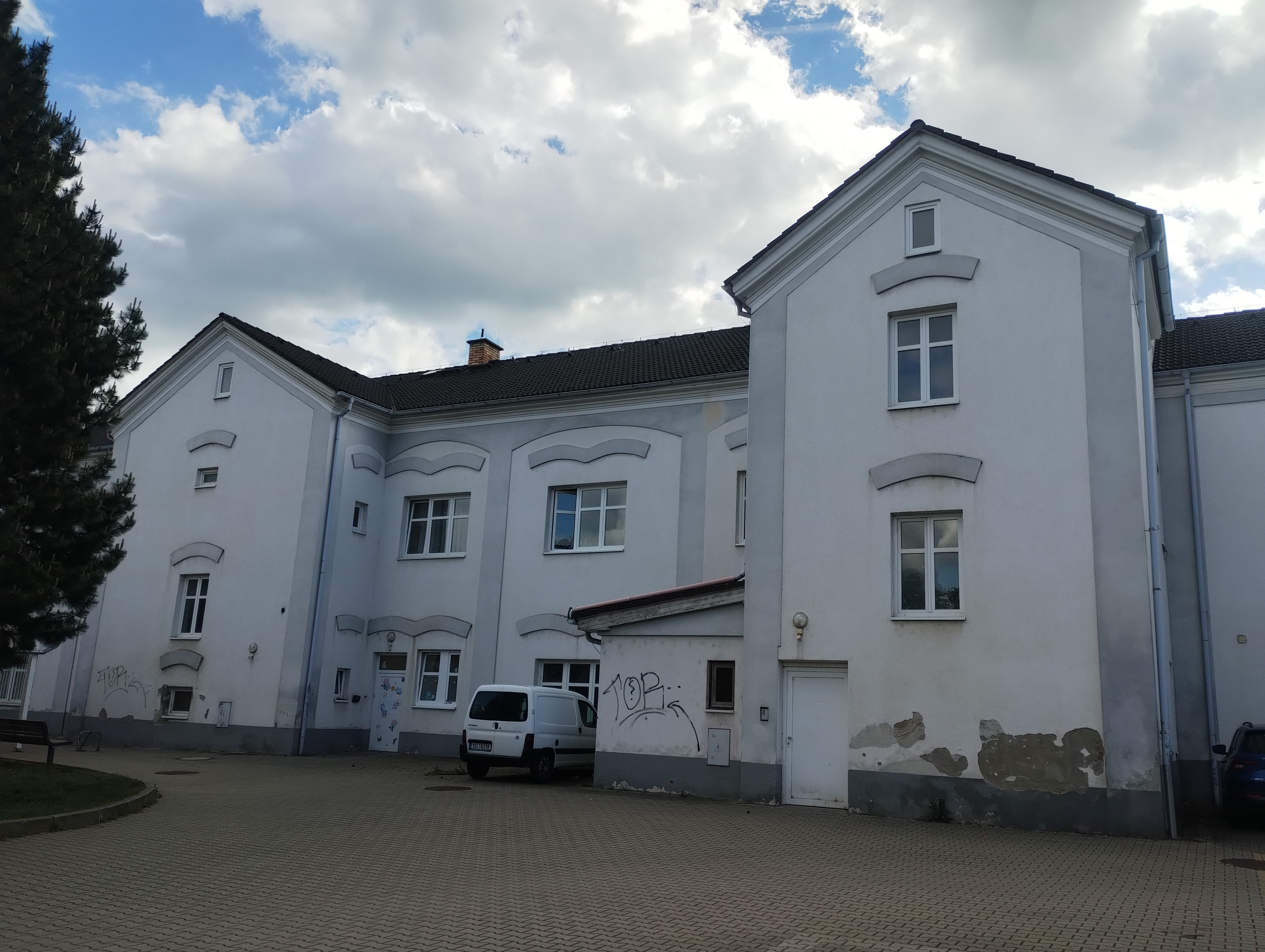
Dochovaná část cukrovaru - pohled z nádvoří areálu